# إدوين أندرسون
إدوين أندرسون (بالإنجليزية: Edwin Anderson)‏ هو لاعب رماية أمريكي، ولد في 26 نوفمبر 1886 في يوتاو في الولايات المتحدة، وتوفي في 30 يناير 1943 في أتلانتا في الولايات المتحدة.

## وصلات خارجية
- إدوين أندرسون على موقع أوليمبيديا (الإنجليزية)